# Thema Iberië

Kaukasus 830-1020

Het Thema Iberië was een Byzantijns thema gelegen aan de westkant van de Kaukasus en heeft bestaan tussen 1022 en 1074.

## Achtergrond
De kinderloze prins David III van Tao (978-1000) had zijn land beloofd aan keizer Basileios II Boulgaroktonos, maar hield zijn woord niet en schonk het aan zijn neef Bagrat III van Georgië. Zijn zoon George I moest uiteindelijk de duimen leggen tijdens de slag bij Svindax in 1022. In de daarop volgende vrede moest Georg zijn zoon Bagrat IV, als gijzelaar naar Constantinopel meegeven. Een deel van het land werd geannexeerd en werd het Thema Iberia met als hoofdstad Theodosiopolis.

## Uitbreiding en val
In 1045 veroverden de Byzantijnen de hoofdstad Ani. Rond die periode hadden de Seltsjoeken, de Ghaznaviden verslagen en zakten ze af naar het westen. In 1048 kwam het tot een treffen tussen de Byzantijnen en Seltsjoeken in de slag bij Kapetron. Vanaf dan begon de Byzantijnse greep op de Kaukasus te tanen. De Slag bij Manzikert in 1071 was de genadeslag. In 1074 moesten de Byzantijnen Theodosiopolis verlaten en werd het thema of wat er nog van over bleef geschonken aan George II van Georgië.